# Hemirrhagus puebla
Hemirrhagus puebla là một loài nhện trong họ Theraphosidae.
Loài này thuộc chi Hemirrhagus. Hemirrhagus puebla được Willis J. Gertsch miêu tả năm 1982.